# Richteria
Richteria es un género de plantas pertenecientes a la familia Asteraceae. Comprende 3 especies descritas y de estas, solo 2 aceptadas.

## Taxonomía
El género fue descrito por Kar. & Kir. y publicado en Bulletin de la Société Impériale des Naturalistes de Moscou 15: 126. 1842.

## Especies aceptadas
A continuación se brinda un listado de las especies del género Richteria aceptadas hasta junio de 2012, ordenadas alfabéticamente. Para cada una se indica el nombre binomial seguido del autor, abreviado según las convenciones y usos:
- Richteria djilgense (Franch.) K.Bremer & Humphries
- Richteria leontopodium Winkl.